# Jean Baptiste Loeillet de Londres
Jean-Baptiste Loeillet de Londres (18 de noviembre de 1680–19 de julio de 1730), también conocido como John Loeillet, fue un músico y compositor oriundo de Gante, actual Bélgica, que en aquella época pertenecía a los Países Bajos de los Habsburgo. Fue intérprete de oboe, clavicordio y flauta traversa: en el caso de este último instrumento, fue uno de los principales responsables de su difusión en el Reino Unido, teniendo en cuenta que en esa época era mucho más popular la flauta dulce, y la traversa era relativamente novedosa.
Loeillet era el hijo mayor de Jacques Loeillet, también compositor del Barroco tardío.
En 1705, después de estudiar en Gante y París, se mudó a Londres, donde comenzó a ser conocido como «John», aunque su apellido fue a menudo transcripto como «Lully» o «Lullie». Debe destacarse que no tenía relación alguna con el compositor francés Jean-Baptiste Lully, que vivió entre 1632 y 1687.

## Obras
Loeillet tuvo mucho éxito como intérprete y maestro de clavicordio. Tocó instrumentos de viento-madera en el Queen's Theatre, donde actuaba semanalmente. Sus audiciones fueron bien recibidas en Londres, donde presentó, entre otros, los Doce Concerti Grossi, opus 6 de Arcangelo Corelli.

### Principales composiciones
- Doce Sonatas para flauta dulce y bajo continuo
- Sonata en Re mayor
- Sonata en Mi menor para flauta dulce y bajo continuo
- Courante